# Svenné Langkjer
Svenné Langkjer, född 29 februari 1808 i Bedsted i Slesvig, död 29 april 1883 i Köpenhamn, var en dansk handelslärare.
Langkjer kom 1827 till seminariet i Tønder och var senare huslärare, bland annat i Varde, där han skrev sin lilla Vejledning i Landmaaling (1834), på vilken han tjänade så mycket, att han kunde resa till Köpenhamn för att studera. Han övergav emellertid den akademiska banan och inriktade sig på handelsämnena. Han besökte olika handelsskolor i Tyskland och stiftade vid sin hemkomst 1842 den första handelsakademin i Köpenhamn, som han därefter ledde under en lång följd av år och som tidvis lockade många elever. Han utgav åtskilliga skrifter, dels av elementärt matematiskt innehåll, dels behandlande handelsräkning, bokhålleri och tyska språket. År 1848 utnämndes han till kommerseråd och 1855 erhöll han burskap som grosshandlare.